# Вачадзе, Амбако Автандилович
Амбако́ Автанди́лович Вача́дзе (груз. ვაჩაძე ამბაკო; род. 17 марта 1983, Кутаиси, Грузинская ССР) — российский борец греко-римского стиля, чемпион России (2008), трёхкратный чемпион Европы (2009, 2010, 2011), чемпион мира (2010). Заслуженный мастер спорта России (2010).

## Биография
Родился 17 марта 1983 в Кутаиси. Начал заниматься греко-римской борьбой в 1998 году под руководством Левана Цнобиладзе. В 1999 году переехал в посёлок Балакирево Владимирской области, где продолжил тренироваться под руководством Сергея Агамова.
С 2006 года входил в состав сборной России, в 2007 году был участником чемпионата мира в Баку. В 2008 году стал чемпионом России, обладателем Кубка мира, но из-за неудачи на контрольном международном турнире не попал в число участников Олимпийских игр в Пекине.
В 2009 году стал победителем чемпионата Европы и бронзовым призёром чемпионата мира. Наиболее успешно выступал в 2010 году, когда одержал победы и на чемпионате Европы и на чемпионате мира в Москве, где был признан лучшим борцом всего турнира.
В 2011 году в третий раз выиграл титул чемпиона Европы, но на имевшем статус отборочного к Олимпиаде чемпионате мира в Стамбуле потерпел неожиданное поражение уже в первой схватке. В 2012 году не добился успеха и на лицензионном турнире в Софии, что не позволило ему квалифицироваться на Олимпийские игры в Лондоне. 
В дальнейшем из-за проблем со сгонкой веса выступал в более тяжёлых весовых категориях, в 2014 году был бронзовым призёром чемпионата России в категории до 71 кг, но в состав сборной страны на чемпионатах Европы и мира уже не отбирался.  
В 2015 году завершил свою спортивную карьеру и был назначен заместителем директора московского Колледжа физической культуры и спорта «Спарта».